# Rufulosophronica rufula
Rufulosophronica rufula är en skalbaggsart som först beskrevs av Stefan von Breuning 1957.  Rufulosophronica rufula ingår i släktet Rufulosophronica och familjen långhorningar.
Artens utbredningsområde är Madagaskar. Inga underarter finns listade i Catalogue of Life.